# Mírová pod Kozákovem
Mírová pod Kozákovem là một làng thuộc huyện Semily, vùng Liberecký, Cộng hòa Séc.